# 朗读者
《我願意為妳朗讀》（德語：Der Vorleser、英語：The Reader）是德國法律教授和法官本哈德·施林克於1995年撰寫的小說。本書是第一本登上《紐約時報》暢銷榜的德語書籍。本書1995年在德國出版，1997年由卡露·布朗·珍妮維（Carol Brown Janeway）所翻譯的英語版本於美國發行。
2008年电影《生死朗读》即根据本书改编。
這個故事是個類比, 比喻德國二戰後的世代在理解猶太人大屠殺所面臨的困境。露絲·富蘭克林寫道：這本書特別針對的世代是貝托爾特·布萊希特所稱的「後人」(德語：Nachgeborenen)。
《我願意為妳朗讀》一書是屬於“反思历史”的文類，“反思历史”這類作品主要內容都是關於面對過去時所面臨的矛盾與掙扎。《我願意為妳朗讀》探討戰後的世代該如何面對戰爭時期參與或目睹各種暴行的世代。隨著二戰時期的受害者以及目擊者的消亡，那些血淋淋的記憶也漸漸淡去，因此20世紀末及21世紀初，猶太人大屠殺的文學作品越發探討這類的問題。
《我願意為妳朗讀》在各地廣受好評，榮獲許多獎項。德國《明鏡》周刊評論此書堪稱繼君特·格拉斯的《鐵皮鼓》後最為成功的德國文學作品。《我願意為妳朗讀》在德國熱銷50萬冊，並在2007年的一次電視民調上，被德國讀者選為百名榜上最喜愛的書籍當中的第14名。此書在1998年榮獲德國的文學獎 Hans Fallada Prize，也成為史上第一部榮登紐約時報暢銷榜的德國文學。